# Incendio de Iquitos de 2012
El incendio de Iquitos de 2012 (también llamado Incendio del Malecón Tarapacá) fue un voraz e importante siniestro ocurrido el lunes 20 de febrero de 2012, el cual se inició en una tienda de lubricantes debido a un supuesto cortocircuito en el distrito de Iquitos, Iquitos. El incendio dejó casi un millón de dólares de pérdida. El incendio fue clasificado en el código 3 (incendio incontrolable) de la Clasificación de Incendios del Cuerpo General de Bomberos Voluntarios del Perú (CGBVP), y uno de los tres más importantes de los 70 incendios ocurridos en Perú en enero y febrero de 2012.
Tras el hecho, la población y la prensa acusaron a la compañía de bomberos por el mal estado del sistema de cisternas, y el falta de seguridad en establecimientos, debido al almacenamiento inadecuado de combustible en el centro de la ciudad.

## Incidente
Ocurrió a las 8:45 p. m. (horal local) en un almacén de lubricantes ubicada en la primera cuadra de la calle Morona, animado por material inflamable como aceite y combustible. En otras versiones, se aseguraba que el incidente había iniciado en la Dirección Regional de Loreto; sin embargo, según Pro y Contra aclaró que eso no era una «hipótesis creíble» debido a la magnitud del fuego.  El incendio fácilmente se expandió debido a la carencia de agua por los bomberos, y material inflamable. Afectó varios locales comerciales, una comisaría local, el ex-local del Ministerio Público, el Banco Continental, un local de la Fuerza Aérea del Perú y la Biblioteca Amazónica (parcialmente dañada) Afectó tres Patrimonios Culturales del Perú: la Casa Freitas, Tragamonedas El Macao y la casa de la Familia Lazo.
Durante el proceso de sofoco del siniestro, existía un alto riesgo de explosión de 300 galones de combustibles. Dos bomberos resultaron heridos, debido a que fueron lastimados por restos en ignición que se desprendían por el fuego. Los empleados de todos los establecimientos amenazados por el fuego rescataron archivos, documentos y material de valor, y de igual manera, los vecinos evacuaban con sus cosas. Los vecinos y funcionarios públicos intentaban apagar el fuego con baldes de agua proporporcionada por los vecinos, y arena. La empresa Sedaloreto ofreció cisternas de agua para apagar el fuego, y para evitar otro cortocircuito la corriente eléctrica en la cuadra fue quitada.
El incendio logró ser controlado a las 01:20 a. m. Sin embargo, el fuego revivió a las 6:00 a. m., donde finalmente la empresa Petroperú proporcionó 50 galones de espuma proteínico al tres por ciento, llamado espuma contraincendios, para apagar el incendio.

## Pérdida
El incendio dejó aproximadamente un millón de nuevos soles en pérdidas de materiales. La empresa Freitas fue la más afectada, perdiendo su álmacen de lubricantes, vehículos y la Casa Freitas, el cual es Patrimonio Cultural del Perú.

## Reacción

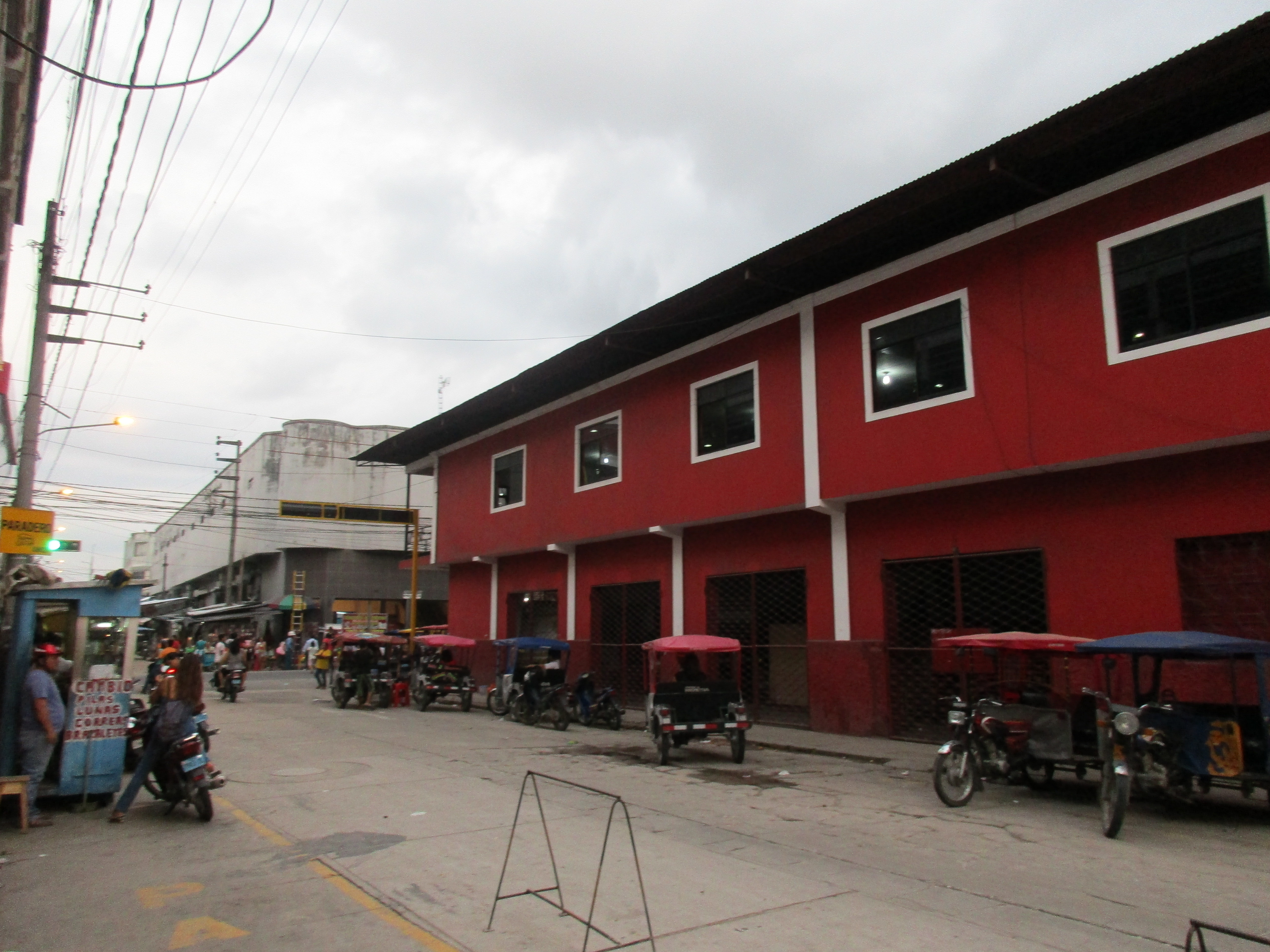
Casa de los Bomberos en el jirón Próspero.

La precaria acción de los bomberos provocó una negativa reacción en la población y la prensa. Genaro Alvarado de La República aseguró que el vicecomandante de la XI Compañía de Bomberos de Loreto «lamentó» el pésimo estado del sistema de cisternas, las cuales datan de los años 1945, 1960 y 1980. El periódico local La Región se pronunció disgustado a la acción de los bomberos, y aclaró que eso fue una «prueba que nuestros funcionarios municipales poco o nada hacen por cumplir y hacer cumplir con normativas y leyes. Si bien el voraz incendio no dejo pérdidas humanas que lamentar, dejo cuantiosas pérdidas materiales, algunas de incalculable valor como son las edificaciones que conforman el patrimonio cultural de Iquitos, casonas de principios del siglo XX ubicadas en una de las manzanas de mayor valor cultural dentro de la zona monumental que se han visto seriamente afectadas». En el mismo artículo, la arquitecta de la Dirección Regional de Cultura Gabriela Vildósola Ampuero inquiría: «¿Qué hacía un almacén de aceite y combustible en el corazón de nuestra ciudad?. El otorgamiento de las licencias de funcionamiento por parte de la Municipalidad Provincial de Maynas debe ser más riguroso y respetuoso de la normatividad vigente que prohíbe el almacenamiento de material peligroso en zonas urbanas de uso residencial y comercial. [...]»
En otra reacción negativa, el diario local Pro y Contra aclara: «¿Quién debía verificar que en una zona donde funcionaba un banco, una sede de la Policía y la casona más antigua con los mayores tesoros culturales de la ciudad, entre otros, no se generara un riesgo exponencial como el tener material inflamable y conexiones deficientes en el mismo sitio?».